# Мужская сборная Чехии по хоккею на траве
Мужская сборная Чехии по хоккею на траве — мужская сборная по хоккею на траве, представляющая Чехию на международной арене. Управляющим органом сборной выступает Федерация хоккея на траве Чехии (чеш. Český svaz pozemního hokeje, англ. Czech Hockey Federation).
Сборная занимает (по состоянию на 16 июня 2014) 20-е место в рейтинге Международной федерации хоккея на траве (FIH).

## Результаты выступлений

### Мировая лига
- 2012/13 — 30-е место
- 2014/15 —

### Чемпионат Европы
- 1970 — 10-е место[3]
- 1974 — 9-е место[3]
- 1978 — 10-е место[3]
- 1983—2005 — не участвовали
- 2007 — 8-е место
- 2009—2011 — не участвовали
- 2013 — 8-е место

### EuroHockey Nations Trophy
- 2005 —
- 2007 — не участвовали
- 2009 — 4-е место
- 2011 —
- 2013 — не участвовали

### Чемпионат мира по индорхоккею
- 2003 — 7-е место
- 2007 — 4-е место
- 2011 — 8-е место
- 2015 —